# Pseudocannaboides
Pseudocannaboides é um género de plantas com flores pertencentes à família Apiaceae.
A sua área de distribuição nativa é Madagáscar.
Espécies:
- Pseudocannaboides andringitrensis (Humbert) B.-E.van Wyk